# This Is It (альбом)
Michael Jackson’s This Is It (с англ. — «Майкл Джексон: Вот и всё»), или просто This Is It (с англ. — «Вот и всё») — посмертный двухдисковый саундтрек американского автора-исполнителя Майкла Джексона. Выпущен на лейблах MJJ Music и Epic Records 26 октября 2009 года. Альбом был выпущен одновременно с выходом в прокат документального фильма «Майкл Джексон: Вот и всё», в котором были показаны репетиции Джексона для концертного тура This Is It на O2 Arena в Лондоне. This Is It — шестой альбом, выпущенный Sony и Motown/Universal после смерти Джексона 25 июня 2009 года. Титульный трек пластинки был выпущен в качестве промосингла.
This Is It занял высокие позиции в различных странах мира, а также получил многочисленные золотые и платиновые музыкальные сертификации. Издание дважды подряд стало лауреатом японской церемонии вручения наград «Billboard Japan Music Awards» в номинации «Зарубежный саундтрек-альбом года». Одноимённая песня была номинирована на «Грэмми» в категории «Лучший мужской поп-вокал».

## Содержание сборника
В июле 2009 года, через две недели после смерти Майкла Джексона, стало известно, что на основе видеозаписей последних репетиций певца для несостоявшегося тура будет снят документальный музыкальный фильм. В конце сентября было объявлено, что выход ленты в прокат будет сопровождаться релизом альбома-саундтрека, который будет содержать одну новую песню — «This Is It». В начале октября стал известен полный список композиций саундтрека. Издание состоит из двух компакт-дисков, на первом из них собраны хиты певца, прозвучавшие в фильме «Вот и всё» в порядке их появления в картине. Второй диск содержит четыре бонусных трека, это: три демоверсии известных песен Джексона и его зачитанная поэма «Planet Earth».
- «This Is It». Песня, написанная Джексоном вместе с Полом Анкой в 1983 году[6]. Запись демоверсии под рабочим названием «I Never Heard» была найдена исполнителями завещания певца среди его личных вещей[6]. Строчка из текста — «This Is It» — случайным образом совпала с названием несостоявшегося тура музыканта, поэтому было принято решение сделать её главной темой фильма о нём[7]. Бэк-вокал записали братья певца, группа The Jacksons[8]. Версия песни в оркестровой аранжировке завершает первый диск издания[8].
- «She’s Out of My Life» (Demo). «She’s Out of My Life» — баллада, написанная Томом Балером[англ.] и выпущенная в альбоме Джексона Off the Wall в 1979 году[9]. В сборник This Is It вошла ранняя акустическая демоверсия песни[7]. Критик Consequence of Sound отметил, что этот очень эмоциональный трек — единичная возможность услышать голос певца в сопровождении всего одного музыкального инструмента[7].
- «Wanna Be Startin’ Somethin’» (Demo). Фанковая «Wanna Be Startin’ Somethin’» была написана Джексоном и вошла в альбом Thriller в 1982 году[10]. В сборнике представлена одна из последних демоверсий композиции, обозреватель Allmusic описал детали услышанного: «В этом треке уже готов ритм и гитарные партии. Эта версия близка к окончательному варианту, за исключением партий духовых»[11].
- «Beat It» (Demo). «Beat It» — композиция, сочетающая в себе жанры ритм-н-блюза и рока. Она была написана Джексоном и выпущена в альбоме Thriller[10]. В This Is It вошла сырая демоверсия песни. Рецензент Entertainment Weekly отметил этот трек: «Он позволяет мельком взглянуть на творческий процесс Джексона, в частности, в нём показано, как певец строил вокальные гармонии»[5].
- «Planet Earth». Поэма «Planet Earth» была написана Джексоном в конце 80-х гг. В то время он начал работу над своей композицией «What About Us» и задумал её как трилогию. Она должна была состоять из оркестрового вступления, основной части, и завершать её должна была зачитанная поэма. Трек не попал в альбом Dangerous, Джексон посчитал, что он был не готов, а текст поэмы был опубликован в книге музыканта «Танцуя Мечту»[12].

## Релиз и реакция критиков
Сборник был выпущен 26 октября 2009 года, за два дня до премьеры одноимённого фильма. This Is It имел большой успех в чартах по всему миру. Он возглавил хит-парады США, Канады, стал третьим в Великобритании и занял первую строчку в общеевропейском чарте European Top 100 Albums. Релиз получил многочисленные музыкальные сертификации в различных странах мира. В 2019 году, спустя 10 лет после премьеры кинофильма «Майкл Джексон: Вот и всё», саундтрек на четырёх виниловых пластинках вошёл в юбилейный лимитированный бокс-сет.
| Оценки критиков      | Оценки критиков |
| Источник             | Оценка          |
| -------------------- | --------------- |
| Consequence of Sound | A-              |
| AllMusic             | [ 11 ]          |
| Entertainment Weekly | B+              |
| IGN                  | 8.9/10          |
| The Independent      | [ 18 ]          |
| Rolling Stone        | [ 19 ]          |

По оценке журналиста Entertainment Weekly This Is It мало чем отличается от сборников лучших хитов Джексона, выпущенных ещё при его жизни. «Наибольший интерес для поклонников будет представлять второй диск издания, хотя в нём всего 4 трека, — пишет критик. — На данный момент, это редкая возможность услышать творческий процесс музыканта, до тех пор, пока исполнители его завещания не дадут миру услышать больше». Рецензент Independent остался недоволен: «Этот альбом — попытка вытрясти деньги из карманов поклонников с минимальными издержками. На нём всего один новый трек. Издание следовало назвать Is This It? (с англ. — «И это всё?»)». Критик Consequence of Sound отметил, что лишь новые записи — 10 % от списка композиций — оправдывают существование пластинки, при том, что по предварительной оценке Джексон оставил сотни невыпущенных песен на нескольких жёстких дисках. Роберт Кристгау выделил для себя из второго диска издания две демоверсии: «Wanna Be Startin’ Somethin’» и «She’s Out of My Life».

## Список композиций
| №                   | Название                                                           | Автор(ы)                                    | Альбом                                    | Длительность |
| ------------------- | ------------------------------------------------------------------ | ------------------------------------------- | ----------------------------------------- | ------------ |
| 1.                  | «Wanna Be Startin’ Somethin’»                                      | Майкл Джексон                               | Thriller                                  | 6:03         |
| 2.                  | «Jam»                                                              | Джексон, Рене Мур, Брюс Свиден, Тедди Райли | Dangerous                                 | 5:39         |
| 3.                  | «They Don’t Care About Us»                                         | Джексон                                     | HIStory: Past, Present and Future, Book I | 4:45         |
| 4.                  | «Human Nature»                                                     | Стив Поркаро, Джон Беттис                   | Thriller                                  | 4:06         |
| 5.                  | «Smooth Criminal»                                                  | Джексон                                     | Bad                                       | 4:18         |
| 6.                  | «The Way You Make Me Feel»                                         | Джексон                                     | Bad                                       | 4:59         |
| 7.                  | «Shake Your Body (Down to the Ground)» (7" version) (The Jacksons) | М. Джексон, Рэнди Джексон                   | Destiny                                   | 3:47         |
| 8.                  | «I Just Can’t Stop Loving You» (при участии Саиды Гарретт)         | Джексон                                     | Bad                                       | 4:13         |
| 9.                  | «Thriller»                                                         | Род Темпертон                               | Thriller                                  | 5:58         |
| 10.                 | «Beat It»                                                          | Джексон                                     | Thriller                                  | 4:18         |
| 11.                 | «Black or White»                                                   | Джексон                                     | Dangerous                                 | 4:17         |
| 12.                 | «Earth Song»                                                       | Джексон                                     | HIStory: Past, Present and Future, Book I | 6:47         |
| 13.                 | «Billie Jean»                                                      | Джексон                                     | Thriller                                  | 4:55         |
| 14.                 | «Man in the Mirror»                                                | Глен Баллард, Саида Гарретт                 | Bad                                       | 5:21         |
| 15.                 | «This Is It»                                                       | Джексон, Пол Анка                           | —                                         | 3:38         |
| 16.                 | «This Is It» (orchestra version)                                   | Джексон, Пол Анка                           | —                                         | 4:56         |
| Общая длительность: | Общая длительность:                                                | Общая длительность:                         | Общая длительность:                       | 77:57        |

| №                   | Название                             | Автор(ы)            | Длительность |
| ------------------- | ------------------------------------ | ------------------- | ------------ |
| 1.                  | «She’s Out of My Life» (demo)        | Том Балер           | 3:20         |
| 2.                  | «Wanna Be Startin’ Somethin’» (demo) | Джексон             | 5:44         |
| 3.                  | «Beat It» (demo)                     | Джексон             | 2:04         |
| 4.                  | «Planet Earth» (poem)                | Джексон             | 3:15         |
| Общая длительность: | Общая длительность:                  | Общая длительность: | 14:24        |

| №                   | Название                             | Автор(ы)            | Длительность |
| ------------------- | ------------------------------------ | ------------------- | ------------ |
| 1.                  | «This Is It»                         | Джексон, Анка       | 3:38         |
| 2.                  | «This Is It» (orchestra version)     | Джексон, Анка       | 4:56         |
| 3.                  | «She's Out of My Life» (demo)        | Балер               | 3:20         |
| 4.                  | «Wanna Be Startin' Somethin'» (demo) | Джексон             | 5:44         |
| 5.                  | «Beat It» (demo)                     | Джексон             | 2:04         |
| 6.                  | «Planet Earth» (poem)                | Джексон             | 3:15         |
| Общая длительность: | Общая длительность:                  | Общая длительность: | 22:12        |

Примечания
- Обе версии песни «This Is It» вместе с содержимым второго диска доступны отдельно в виде цифрового мини-альбома Selections from Michael Jackson’s This Is It[23].
- Песня «Smooth Criminal» исключена из китайской версии[24].
- Несмотря на то, что наклейка на обложке альбоме утверждает, что все песни в альбоме представлены в их оригинальных полноформатных альбомных версиях, песня «Shake Your Body (Down to the Ground)» была выпущена в версии, изданной на 7-дюймовой грампластинке.
- Экологически чистая версия, продавшаяся в Walmart, содержит только первый диск[25].

## Позиции в чартах
| Чарт (2009)              | Высшая позиция |
| ------------------------ | -------------- |
| Австралия                | 2              |
| Австрия                  | 2              |
| Бельгия (Валлония)       | 1              |
| Бельгия (Фландрия)       | 1              |
| Бразилия                 | 4              |
| Великобритания           | 3              |
| Венгрия                  | 1              |
| Германия                 | 3              |
| Греция                   | 9              |
| Дания                    | 2              |
| Европа                   | 1              |
| Ирландия                 | 3              |
| Испания                  | 3              |
| Италия                   | 1              |
| Канада                   | 1              |
| Мексика                  | 3              |
| Нидерланды               | 1              |
| Новая Зеландия           | 1              |
| Норвегия                 | 3              |
| Польша                   | 7              |
| Португалия               | 2              |
| США (Billboard 200)      | 1              |
| США (R&B/Hip-Hop Albums) | 1              |
| Финляндия                | 11             |
| Франция                  | 1              |
| Чехия                    | 2              |
| Швейцария                | 2              |
| Швеция                   | 1              |
| Япония                   | 1              |

## Награды и номинации
| Год  | Награда                      | Номинированная работа | Категория                        | Результат | Источник |
| ---- | ---------------------------- | --------------------- | -------------------------------- | --------- | -------- |
| 2009 | Billboard Japan Music Awards | This Is It            | Зарубежный саундтрек-альбом года | Победа    | [ 34 ]   |
| 2010 | Billboard Japan Music Awards | This Is It            | Зарубежный саундтрек-альбом года | Победа    | [ 35 ]   |
| 2011 | Grammy Awards                | «This Is It»          | Лучший мужской поп-вокал         | Номинация | [ 36 ]   |

## Сертификации
| Регион | Сертификация  | Продажи    |
| --- | ------------- | ---------- |
| Австралия (ARIA) | Платиновый    | 70 000^    |
| Австрия (IFPI Austria) | Платиновый    | 20 000*    |
| Бельгия (BEA) | 2× Платиновый | 60 000*    |
| Канада (Music Canada) | 2× Платиновый | 160 000^   |
| Дания (IFPI Danmark) | Платиновый    | 30 000^    |
| Финляндия (Musiikkituottajat) | Золотой       | 10,460     |
| ССАГПЗ (IFPI Middle East) | Платиновый    | 6000*      |
| Германия (BVMI) | Золотой       | 100 000^   |
| Греция (IFPI Greece) | Платиновый    | 6000^      |
| Венгрия (Mahasz) | 2× Платиновый | 12 000^    |
| Ирландия (IRMA) | Платиновый    | 15 000^    |
| Италия (FIMI) | 4× Платиновый | 280 000*   |
| Япония (RIAJ) | Платиновый    | 250 000^   |
| Мексика (AMPROFON) | Золотой       | 30 000^    |
| Новая Зеландия (RMNZ) | 2× Платиновый | 30 000^    |
| Польша (ZPAV) | Платиновый    | 20 000*    |
| Россия (NFPF) | Платиновый    | 20 000*    |
| Швеция (GLF) | Платиновый    | 40 000     |
| Испания (PROMUSICAE) | Платиновый    | 60 000^    |
| Великобритания (BPI) | 2× Платиновый | 600 000    |
| США (RIAA) | 2× Платиновый | 2 000 000^ |
| Итого |               |            |
| Европа (IFPI) | Платиновый    | 1 000 000* |
| * Данные о продажах приведены только на основе сертификации. · ^ Данные о тиражах приведены только на основе сертификации. · Данные о продажах + прослушиваниях приведены только на основе сертификации. |               |            |

## История выпуска
| Регион    | Дата            | Лейбл | Формат                                                     |
| --------- | --------------- | ----- | ---------------------------------------------------------- |
| США       | 26 октября 2009 | Epic  | Компакт-диск, Долгоиграющая пластинка, Цифровое скачивание |
| Канада    | 26 октября 2009 | SME   | Компакт-диск, Долгоиграющая пластинка, Цифровое скачивание |
| Австралия | 26 октября 2009 | SME   | Компакт-диск, Долгоиграющая пластинка, Цифровое скачивание |
| Германия  | 26 октября 2009 | SME   | Компакт-диск, Долгоиграющая пластинка, Цифровое скачивание |
| Греция    | 26 октября 2009 | SME   | Компакт-диск, Долгоиграющая пластинка, Цифровое скачивание |
| Австрия   | 27 октября 2009 | SME   | Компакт-диск, Долгоиграющая пластинка, Цифровое скачивание |
| Италия    | 27 октября 2009 | SME   | Компакт-диск, Долгоиграющая пластинка, Цифровое скачивание |
| Турция    | 27 октября 2009 | SME   | Компакт-диск, Долгоиграющая пластинка, Цифровое скачивание |
| Гонконг   | 27 октября 2009 | SME   | Компакт-диск, Долгоиграющая пластинка, Цифровое скачивание |
| Япония    | 28 октября 2009 | SME   | Компакт-диск, Долгоиграющая пластинка, Цифровое скачивание |
| China     | 1 декабря 2009  | SME   | Компакт-диск                                               |